# Admontia cepelaki
Admontia cepelaki är en tvåvingeart som först beskrevs av Louis-Paul Mesnil 1961.  Admontia cepelaki ingår i släktet Admontia och familjen parasitflugor. Inga underarter finns listade i Catalogue of Life.